# 松本整
松本 整（まつもと ひとし 1959年5月20日 - ）は、元競輪選手、現在はスポーツトレーナー、実業家。京都市出身。日本競輪学校（当時。以下、競輪学校）第45期生。登録番号は9996。現役時は日本競輪選手会京都支部所属。師匠は木代隆治。初出走は1980年4月19日の門司競輪場で初勝利も同レース。血液型はA型。

## 来歴

### 生い立ち
松本は幼い頃に両親が離婚し、それからは母・光子により女手一つで育てられる。母親は理不尽なことについては断固として意志を曲げない人で、中学時代、髪型をリーゼントパーマにした松本に対し、初めて見た時は何も言わずも、翌日から「パーマ反対」と書いたカードを家の中で一週間にわたって掲げ続け、松本が根負けする形でパーマを辞めさせたこともあった。
そんな母を見ていた松本は、バイト先でもサボる年上の人間と衝突して何度も仕事先をクビになるほど、我の強い性格で育った。ただ、トラブルが起こっても、母親は、松本を叱ることはなかった。
松本の思春期はいわゆる「ワル」で、京都府立洛北高等学校在学時は、好きなラグビー部の部活はサボることはなかったものの、授業はロクに出ず、京都市内の繁華街に出ては喧嘩、恐喝、バイクの無免許運転と遊びを繰り返していた。教師が母親に直接息子を退学させるよう頼み込むほど何度も退学の危機を迎えるが、母親は息子を庇って突っぱねてくれたおかげで、何とか卒業することができた。
退学の危機を乗り越え、何とか学校を卒業できる、その卒業間近に、松本は母親からある一言を告げられる。

「実力が全ての世界、コレ、あんたに合ってるんじゃない?」

そこで初めて知ったのが、競輪学校の存在だった。
そんな母も晩年は体調を崩し、入退院の繰り返しが続いた。競輪選手となった松本は、入院中の母親に対し、「自分は頑張っているぞ」とアピールするため、そして励ますため、1987年の日本選手権競輪開催中に親しい記者を捕まえ、「自分がこのレースで1着を取ったら新聞で取り上げてくれ」と頼み込み、見事1着を勝ち取った。だが、その母は同年、64歳でこの世を去ったのであった。

### 競輪学校時代
松本は当時、競輪学校の受験を軽い気持ちで考えていた。受験前に競輪選手の収入を調べると、まともに働くよりはるかに稼ぎがいいことが分かった。松本は、「若いうちに賞金を稼ぐだけ稼いで、それを元手に商売でも始めよう」という程度の感覚で競輪学校を受験していたのだった。
高校卒業後、1979年に日本競輪学校第45期生の入学試験に適性試験を受験し、一発合格を果たす。この時、適性試験では254人中合格したのは松本を含め24人という狭き門であった（因みに、同期の技能試験は663人中86人が合格）。
元々競輪なんて知らなかったし、競技経験もなかった。そのため入学当初は慣れないピストに苦労したものの、持ち前の度胸のよさと研究熱心さで、一気に頭角を現し、在校成績14位で卒業する。

### 競輪選手時代

#### デビュー当時
同期には、同じく向日町競輪場を拠点とする山森雅晶（2010年引退）がいたが、彼の在校成績は6位であり、デビュー時に注目されたのは山森の方だった。松本は、その山森に対しライバル心をむき出しにして、逸早く結果を出した。
1980年（昭和55年）4月19日、デビュー戦の門司競輪において初出走初勝利。その翌日、翌々日も1着を取り、初日から最終日まで全て1着という完全優勝を果たす。同年中にA級（当時はA・Bの2クラス制）に昇格、当時の最高クラスであるA級1班（現在でいうS級1班）には3年でたどり着く。

#### 中野浩一との出会い
着実に力をつけ、近畿地区ではトップクラスに上り詰めたものの、中々特別競輪（現在のGI）決勝戦には程遠かった。1984年、（昭和59年）オールスター競輪準決勝4着。同年の競輪祭でも準決勝は写真判定の末4着。この時、いずれも3着で立ちはだかったのが、中野浩一であった。どうしても中野を超えられない。そんな中野はどのような練習をしているのか。松本は飽くなき探究心で、更なるトップクラスを目指すために、先輩の紹介で自ら中野浩一の元に赴き、何とか練習に参加させてもらうようになり、それまで以上に実力を積み上げていくことになる。
松本が中野と初めて練習を共にしたのが1985年（昭和60年）。中野は当時、特別競輪の前には必ず競輪学校で合宿を張っていた。そこには松本と同じように、中野に憧れた多数の若手選手が集まっており、さしずめ梁山泊のような世界であった。そんな中野との合同練習は何もかもが新鮮であった。そこでの中野は専門のトレーナーを帯同させ、当時としては珍しい科学的トレーニングを実践していた。そんな中野に衝撃を受けた松本は、中野の全てを盗んでやろうと、合宿中は練習以外にもゴルフ、麻雀とあらゆるところについて行った。でも松本は、それでも練習中の中野さんの集中力には誰も敵わなかった、と振り返っている。
中野と合同練習をすることによって、それまで特別競輪どころか開設記念競輪（現在のGIII）でさえ優勝経験のなかった松本にとって、様々なことを気付かせてくれた。その練習を通じて、今までの自分はぬるま湯に浸かっていたようなものだ、本気で頂点を目指そう、という気持ちにさせてくれたのだった。

#### 夫人との出会い
中野との合同練習は、着実に成果を見せるようになる。1987年、地元の向日町競輪で開催された特別競輪全日本選抜競輪では、初日特選で中野を差し切り勝利する。そしてそのまま勝ち上がり、自身初の特別競輪決勝戦に駒を進めたのだった。だが、初日から4日間続けて決勝戦でも中野をマークしてレースに臨んだものの、レース中は滝沢正光の逃げを本田晴美が捲れず落車、松本もその煽りを受けて落車してしまう。しかし、中野は落車を避けて3着に入るという離れ業を見せたのだった。この時松本は、まだまだ自分は甘い、と感じていた。
中野が行った特別競輪前の合同練習には、毎回欠かさず参加した。その練習で得たものは非常に大きかったが、競輪以外でも得たものは大きかった。それが、由美子夫人との出会いである。夫人は中野が練習の合間によく通った料理屋旅館の娘で、1989年、競輪学校近くのゴルフ場にて出会う。この時、松本は30歳、由美子夫人は21歳だった。しかし、すぐに意気投合、翌1990年にゴールインを果たす。母を亡くしてから孤独だった松本は、後に夫人と二人三脚で頂点を目指すようになる。
松本自身、現役時代は競輪場に向かうため自宅を出る際、夫人には常に「このまま帰ってこないかもしれないから覚悟しておけ」と言い聞かせていたように、常に「死」を覚悟していた。後の松本の目覚しい活躍は、夫人の理解と協力がなければ成し得ないものであった。

#### 初の特別競輪制覇へ
1988年5月、平塚競輪場で、初の開設記念を制覇。だが、なかなか特別競輪のタイトルには程遠かった。
だが、1992年のオールスター競輪（名古屋競輪場）で、そのチャンスが巡ってくる。9月28日、最終日決勝戦。松本はレースで「最も弱い」と見做される6番車で、伏兵の立場であった。このレース、吉岡稔真－井上茂徳－平田崇昭の九州ラインに、鈴木誠－尾崎雅彦の南関東ライン、高木隆弘－俵信之の即席ラインが立ちはだかる。松本は何度も連携している海田和裕と中近ラインを組んだ。
レースは打鐘から海田が先行、松本はそれにしっかり付いて行った。出遅れた吉岡は後方から巻き返すが、鈴木のブロックで前に出られず後退。井上はここで内側から抜きにかかり、最終的に1位入線。だが、これはイン抜きと呼ばれる反則行為であり、結果失格。松本は海田の後方からそのまま抜け出し2位入線だったものの、井上の失格により繰り上がりという思わぬ形で初の特別競輪優勝を手にすることとなった。この瞬間、松本は「日本一や!」と叫び声を上げた。翌日の新聞各紙には「棚ぼた」などと松本にとっては有り難くない見出しが舞ったが、それでも松本にとっては漸くタイトルが取れた、という感激が上回った。
これをきっかけとして一流選手の仲間入りを果たし、1996年から1997年にかけてはふるさとダービーにおいて出場4開催連続優勝という偉業を成し遂げている。

#### 中年の星
1996年、自費でスポーツジム（クラブコング）を立ち上げる。以降も肉体の維持に全力を注ぎ、それまでの競輪の常識では下降線となる40歳を越えても第一線での活躍を続けたことから、いつしか「中年の星」とまで呼ばれるようになった。また、参加した開催ではその競輪場に必ず「おじさんにも夢とロマンを」などと書かれた横断幕が多数見られた。 
年齢を重ねても常に近畿のトップスターとして君臨し、「近畿と言えば松本整」とまで言われる存在にまでなったものの、なかなか2つ目のGIタイトルを獲得することができなかった。だが、2002年7月、寬仁親王牌で、そのチャンスが訪れる。
7月28日に行われた決勝戦では、松本が弟子のように可愛がってきた練習仲間の村上義弘の番手であり、また松本の後方には同じく京都の伊藤保文がマークと、絶好のポジションを得た。松本は自分に本命◎を打つ新聞を見て、「絶対勝ってやる」と一気にテンションが上がった。レースは、打鐘から村上が先行、松本はそのまま抜け出し1着でゴール。村上は4着に敗れたが、レース後の松本は何度も村上と抱き合い、大粒の涙を流した。表彰式でも、これまでの苦労が走馬灯のようによみがえり、涙が止まらなかった。当時43歳、GI最高齢優勝記録の更新を果たした。
同年9月、その次のGI・オールスター競輪も連覇。自らが記録を更新するという快挙を達成する。
40歳を超えてなお競輪の第一線で活躍する凄さにフジテレビの情報ライブEZ!TVやテレビ朝日のニュースステーションなどで特集が組まれた。この他、同年8月には順天堂大学スポーツ健康科学部に研究生として入学し、自身の体を研究テーマにしたことでも話題となった。
この年（2002年）を含めてKEIRINグランプリには5度出場しているが、いずれも成績は芳しくなく、1996年は十文字貴信を落車させたとして失格と判定され（これについても色々と物議を醸したが）、2002年は同郷の強力先行選手である村上義弘の後位という絶好のポジションを得ながら、ラインが組めなかった小橋正義に競り込まれ番手を奪われるという屈辱を味わった（2002年はレース後のインタビューで、松本は「風邪をひいた」とコメントしたが、宿舎で同室であった村上とともにインフルエンザに罹患していた）。

元々ヨコの動き（追走技術）を苦手としていたが、KEIRINグランプリで小橋に競り負けた姿を晒してしまったことで、特にこの頃から他の地区の追込選手から競り込まれることが増え出した。松本はこれに対して危険行為（頭突き・肘かけ・膝蹴り等）を繰り返し2003年には失格を多発させたことで、長期間の斡旋停止のほか、大幅減点された影響で2004年7月から下位クラスのA級へ陥落が決まっただけでなく、日本競輪選手会（以下選手会）からもレースへの参加自粛要請が伝えられたため、松本が「二重制裁」と選手会に対し猛反発した。その後も2004年1月の競輪祭などに強行出場したが、選手会から除名の意向（事実上の引退勧告。選手会から除名されると、JKAからあっせんを拒否されレースに出走できなくなる）を伝えられたため、やむなく松本は選手会の処分に従うことになった。失格になった一連の危険行為について「僕は危険な行為をしたと思っていない。審判の“誤審”を見逃し、選手だけに制裁を加える今のシステムはおかしい」と述べている。

#### 記録更新から引退表明
その後2ヶ月間の参加自粛のち、直後に出場した2004年6月の第55回高松宮記念杯競輪では45歳で優勝を果たした。これは、自身3度目の最高齢記録更新を果たしただけでなく、それから20年が経過した2024年時点でもGI最高齢優勝記録でもある。だが、その優勝した6月8日、レース後の優勝選手記者会見において突然現役引退を表明し、競輪界全体を驚かせた。記者会見中、この発表を聞いた多くの記者が驚愕の声を発し、日刊スポーツ大阪本社版では翌9日の一面に見出しだけだが掲載される（詳細な記事は競輪面に掲載）など多方面で反響を呼んだ。
現役引退については、A級降格が決まった時点で決心していたが、家族などごく親しい人間以外は誰にも伝えなかった。中野浩一でさえ、高松宮記念杯競輪の開催直前に聞かされた程度であった。また村上義弘など練習仲間でさえ引退を決意していたことを知らなかった。村上は後に「開催直前の（松本の）練習は鬼気迫るものがあった」と語っており、松本はいかにこのレースに賭けていたかが分かる。
この松本の行動自体には賛否両論があったものの、結果的にスター選手を守らなかった選手会や日本自転車振興会（当時）に対してはファンの非難が浴びせられる事になった。
2004年6月11日、選手登録消除。通算1804戦415勝、優勝61回（うちGI4回）。

## 引退後・現在
後輩の指導にも力を注ぐ傍ら、順天堂大学に協力研究員として在籍している。現役中に設立したジムでは様々な分野のスポーツ選手を指導しており、2002年3月に競輪情報番組「気分走快」の企画で対談し知り合った越和宏には、2006年のトリノオリンピックに帯同しシーズンを通して指導、スケルトンのコーチとして参加している。またフィギュアスケートの織田信成や、ショートトラックスケートから競輪に転向した西谷岳文、競艇の魚谷智之らが松本の指導を受けている。
ジム（クラブコング）の経営に加えて、NPO法人の設立、自転車のペダリング矯正ギア（ジニアスフィーリング）の開発・販売を行うなど実業家の一面や、自身の勝負哲学をまとめた書籍を執筆したりと活動の幅を広げている。特に、自身が開発した「パワーチェンジングトレーニング」は特許を取得している。また、現役中からサポートを受けているワコール（CW-X）など、現在も松本の活動に協賛する大企業が多くある。さらに、日本競輪学校（当時）の特別講師に就任するなど、スポーツ界・競輪界に影響を持つ存在となっている。
2011年5月12日には日本自転車競技連盟の自転車日本代表監督に就任し、ロンドンオリンピックを見据えて指揮を執ることになる。
2014年6月4日、日本自転車競技連盟は松本の総監督解任を決議したが、松本は無効を主張。ただ、最終的には翌2015年3月27日に和解が成立し、同日付で合意の上契約終了という扱いになった（この辺りの経緯については松本のホームページにも記載がある）。
2022年9月29日、自身を「心の師匠」と仰いでいた村上義弘が現役引退を表明したことで、久々にマスコミにコメントを寄せた。松本によると、少し前に挨拶に来て引退することを聞かされたという。そして翌月10月22日に行われた村上義弘のファン向け引退報告会にサプライズゲストとして登場し、村上に労いの言葉をかけた。第67回オールスター競輪最終日であった2024年8月18日には、開催地の平塚競輪場で村上義弘とともにトークショーに出演している。

## 書籍
- 『勝負に強い人がやっていること』〜ここぞという時に結果を出す考え方・行動の仕方〜（2007年、Nanaブックス） ISBN 978-4-901491686
- 『自転車でやせるワケ』〜身体にやさしく、効率的に脂肪燃焼できる理由とは!?〜（2008年、ソフトバンククリエイティブ） ISBN 978-4-7973-4195-9

## 主な獲得タイトルと記録
- 1992年 - オールスター競輪（名古屋競輪場）
- 2002年 - 寬仁親王牌（前橋競輪場）、オールスター競輪（熊本競輪場）[11]
- 2004年 - 高松宮記念杯競輪（大津びわこ競輪場）
- ふるさとダービー出場4開催連続優勝 - 1995年富山 → 和歌山 → 1996年富山 → 和歌山
- GI最高齢優勝 - 45歳0ヶ月（2004年高松宮記念杯競輪）

## 競走スタイル
デビュー当時の戦法は先行・捲りであった。だが、ダッシュ力やレースセンスは非凡と周囲から評価されるものの、元々持久力がなく、先行しても持たなかったことから、若い頃から勝負圏のある位置取りに拘る競走を見せていた。この頃から、松本の競走成績には「落車」や「失格」が多く目に付いている。
20代後半から戦法は自在へと変えていき、晩年はマーク・追込の戦法を取っている。直線では抜群の切れを見せる追込選手であったが、追込選手の義務として先行選手の後位を守るマーク技術は苦手にしており、他の選手から攻め込まれた事も多く、これが引退への間接的な原因になった面もある。
それを避けるためにイン突き（ルールに則した内側追い抜き）や番手捲り（先行選手直後からの捲り）などの緊急的な戦法を取ることもしばしば見受けられた。
1990年代後半まで近畿では強力な先行選手がなかなか育たず、追込選手として同じ近畿で有力な先行選手とのラインを組めることが少なかった。このため、特に中部地区の強力先行選手（海田和裕、山田裕仁など）と組んで「中近ライン」なるものを生み出した。現在でも近畿・中部の選手が比較的連携することが多いのは、この松本の功績によるところが非常に大きい。ただ、前述通り近畿でまともなラインが組めなかった時期には、止むを得ずイン突きなど「ラフプレー」に当たる行為を連発したこともあり、このためせっかく上位入線しても事故点で競走得点を減点されることが多く、何回か斡旋停止などの制裁を受けている。